# Labidocera wilsoni
Labidocera wilsoni is een eenoogkreeftjessoort uit de familie van de Pontellidae. De wetenschappelijke naam van de soort is voor het eerst geldig gepubliceerd in 1966 door Fleminger & Tan.